# 霍赫洛玛

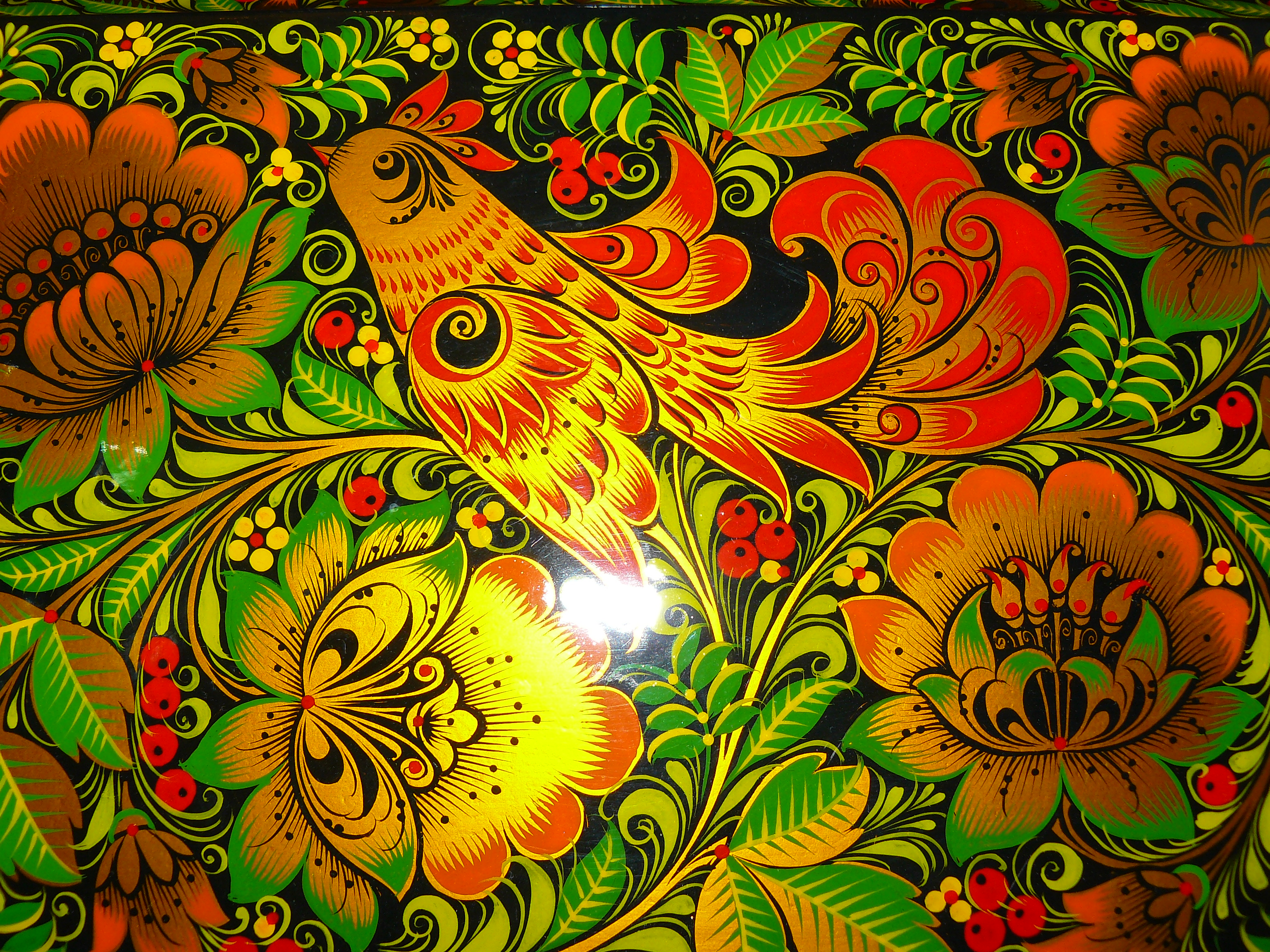
绘有霍赫洛玛纹样的首饰盒

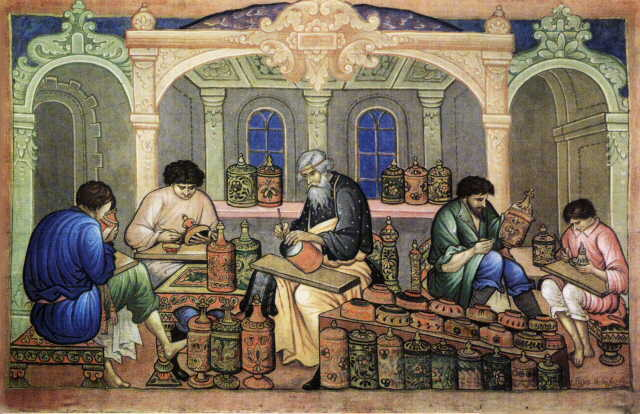
伊万·巴卡诺夫，创作中的霍赫洛玛画家，帕列赫彩画，1929年

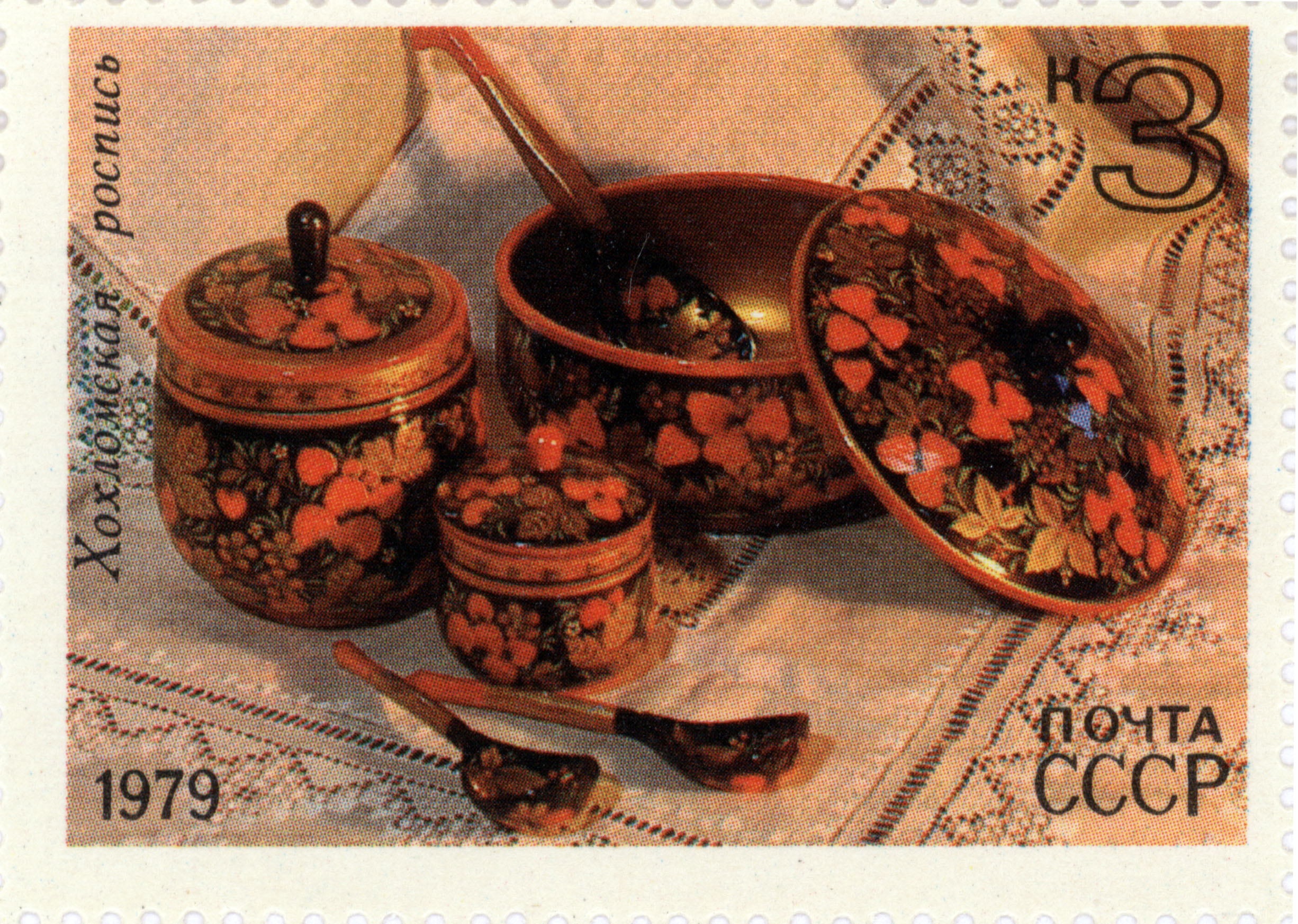
1979年苏联霍赫洛玛主题邮票

霍赫洛玛（俄語：Хохлома́）是俄罗斯一种古老的民间手工彩绘艺术，最早出现于17世纪俄罗斯沙皇国下诺夫哥罗德省谢苗诺夫县的同名村庄（今归属下诺夫哥罗德州科韦尔尼诺区），多用于木制家具和餐具的表面装饰，特点为黑色背景配以红、绿、金色图案。

## 特点
虽然霍赫洛玛的背景色为黑色，但其整体色调比较明亮，常用红、黄、橙、绿（较少）、蓝等颜色，金色则是必备的颜色。图案通常包括花楸和野草莓浆果，以及花朵和枝叶，鸟、兽、鱼的形象也比较常见。
绘有霍赫洛玛的器皿不仅看上去更上档次，同时也十分实用，木材不会因为高温而开裂，非常适合裝白菜汤。

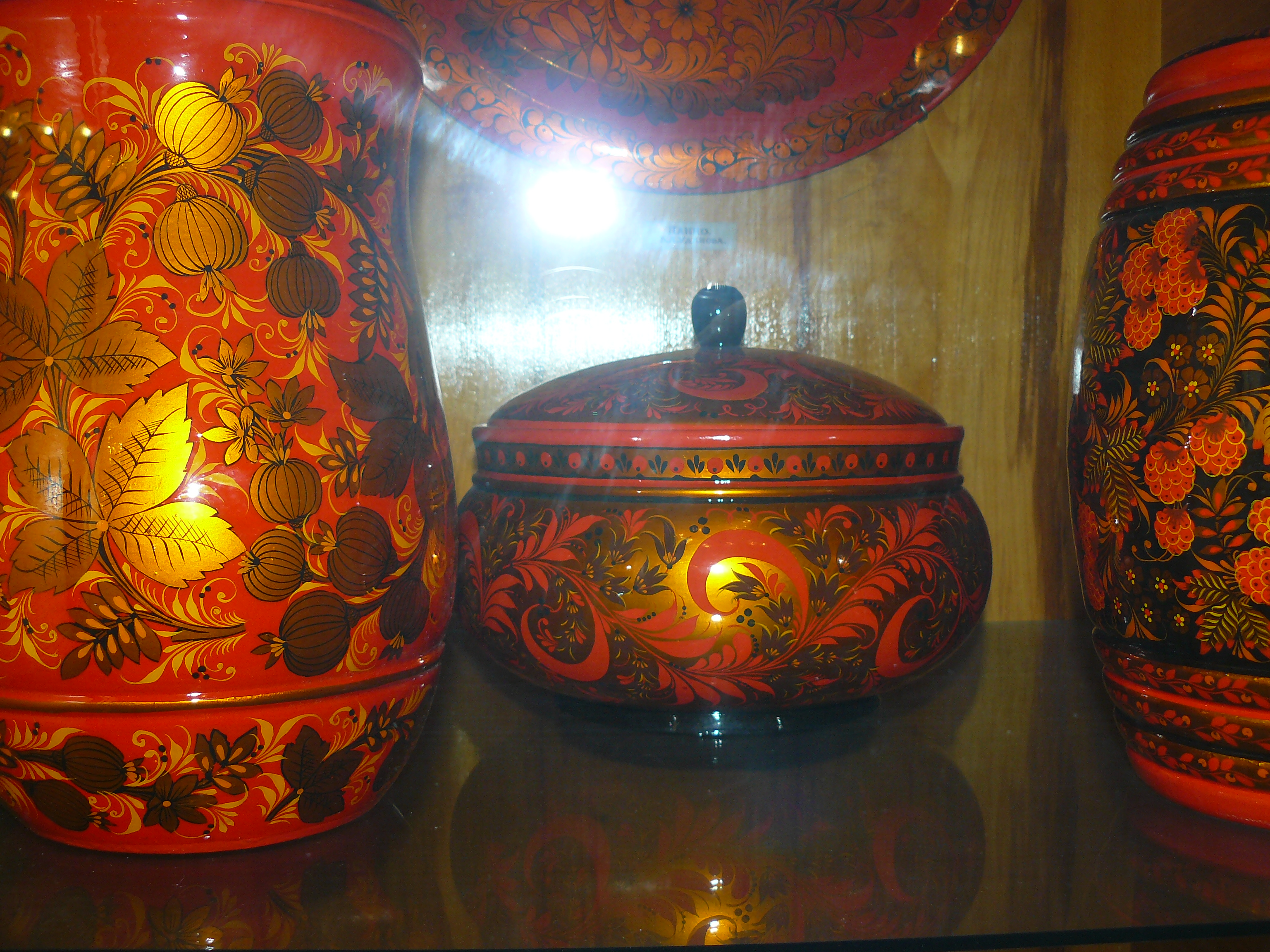
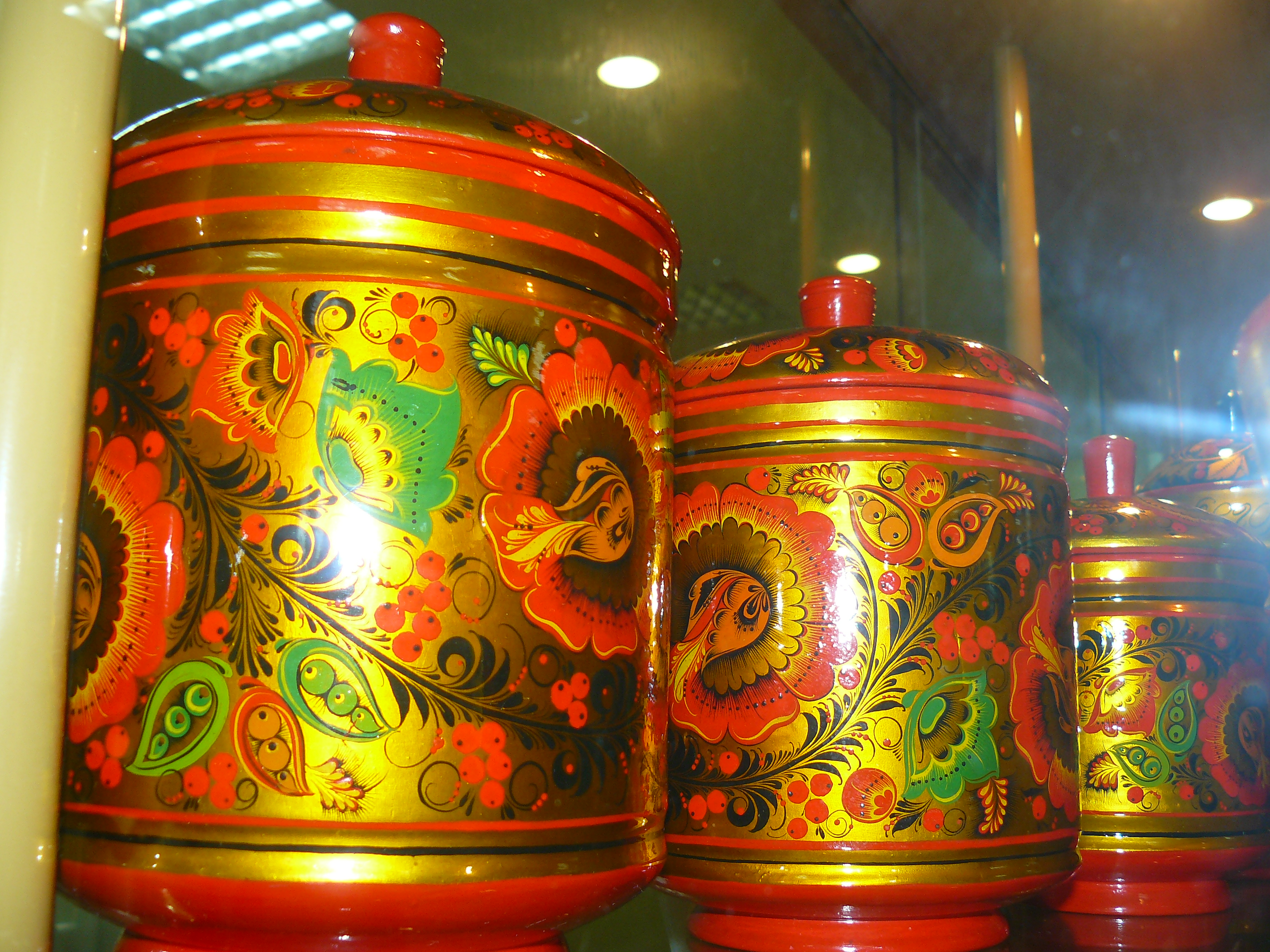
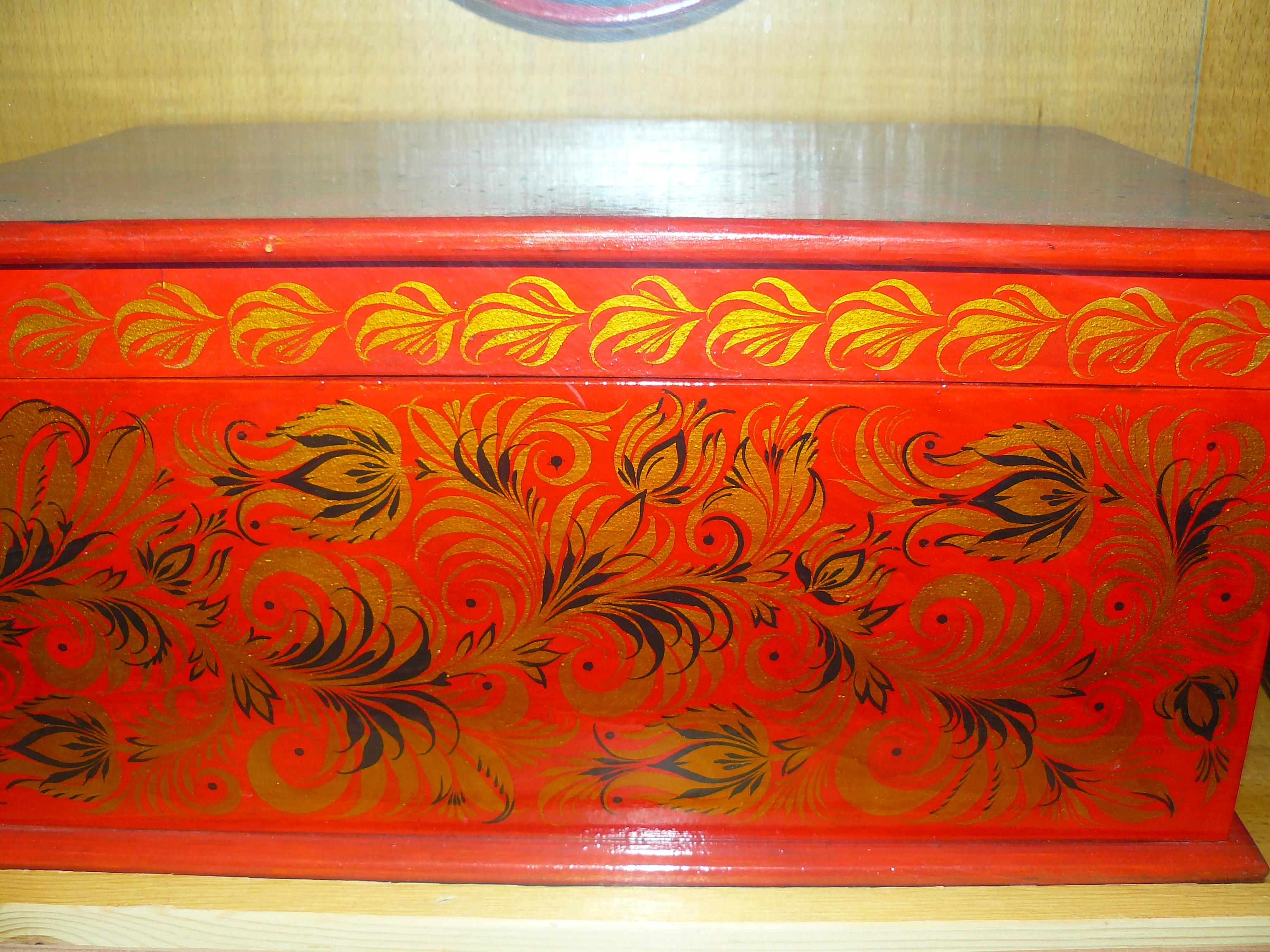
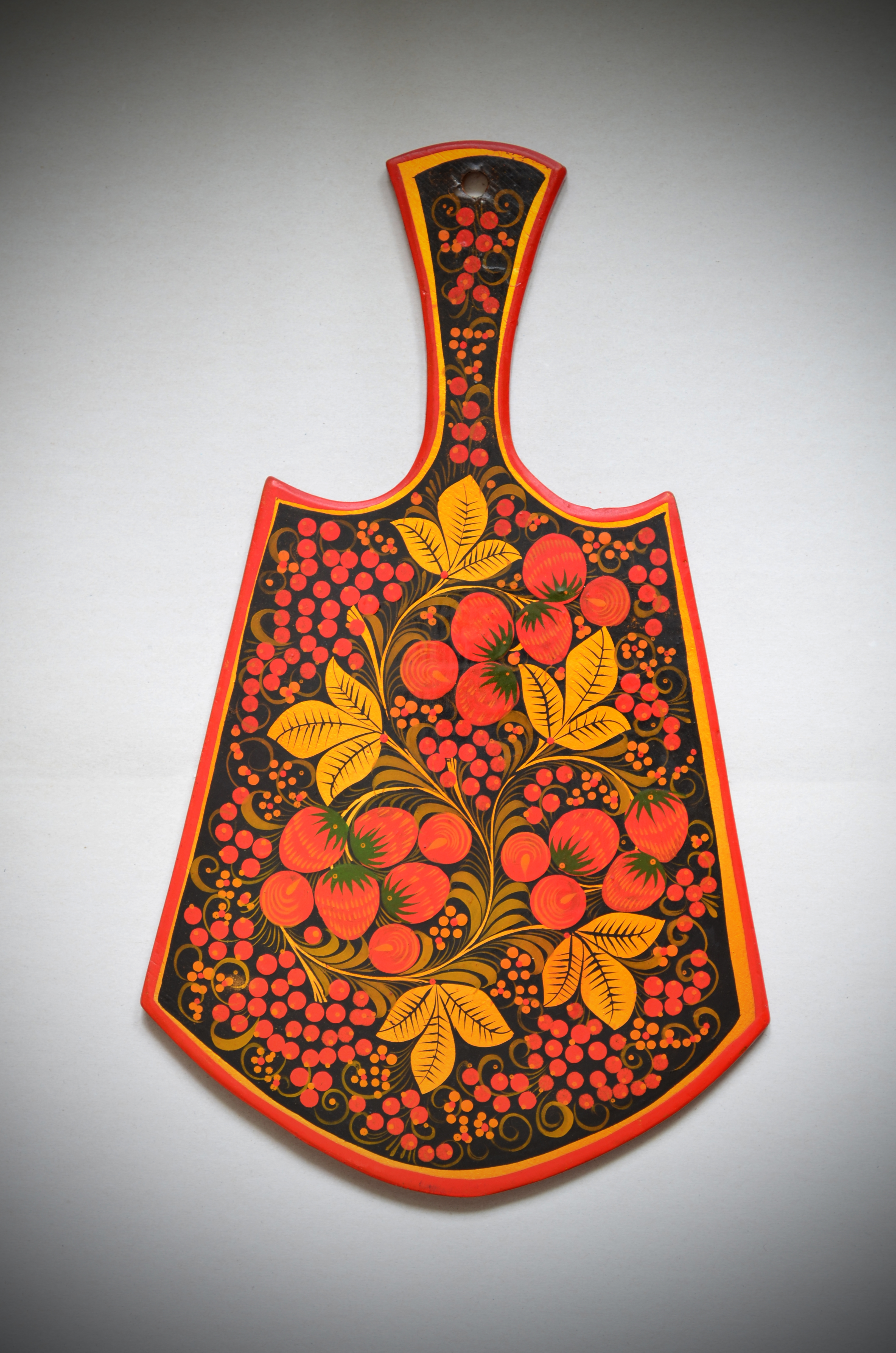
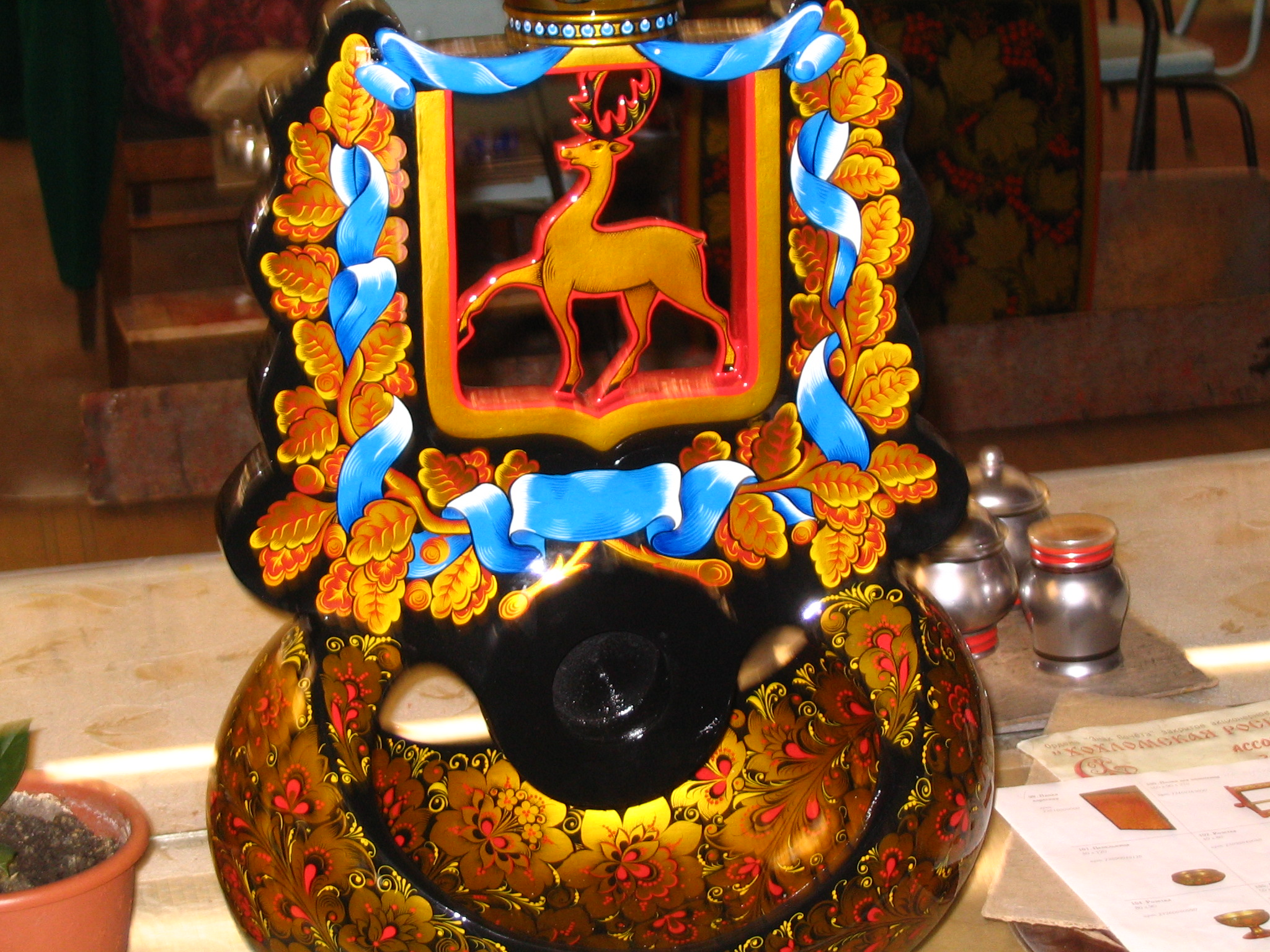
带有下诺夫哥罗德市徽的霍赫洛玛器皿
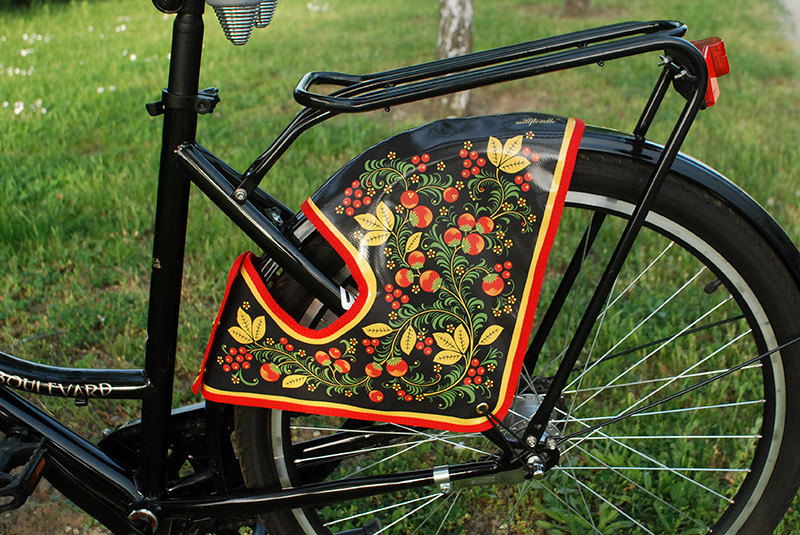
自行车上的霍赫洛玛装饰画